# Lienz (stad)
 Lienz is een kleine stad in Oostenrijkse deelstaat Tirol en tevens hoofdstad van Oost-Tirol en van het district Lienz. De stad heeft circa 12.100 inwoners.
Lienz heeft een aantrekkelijk stadsbeeld. Bezienswaardig zijn de in oorsprong romaanse parochiekerk Liebburg (16e eeuw) en kasteel Bruck uit de 13e eeuw. De stad heeft ook een station Lienz aan de Pustertalspoorlijn naar Bruneck en Franzensfeste.

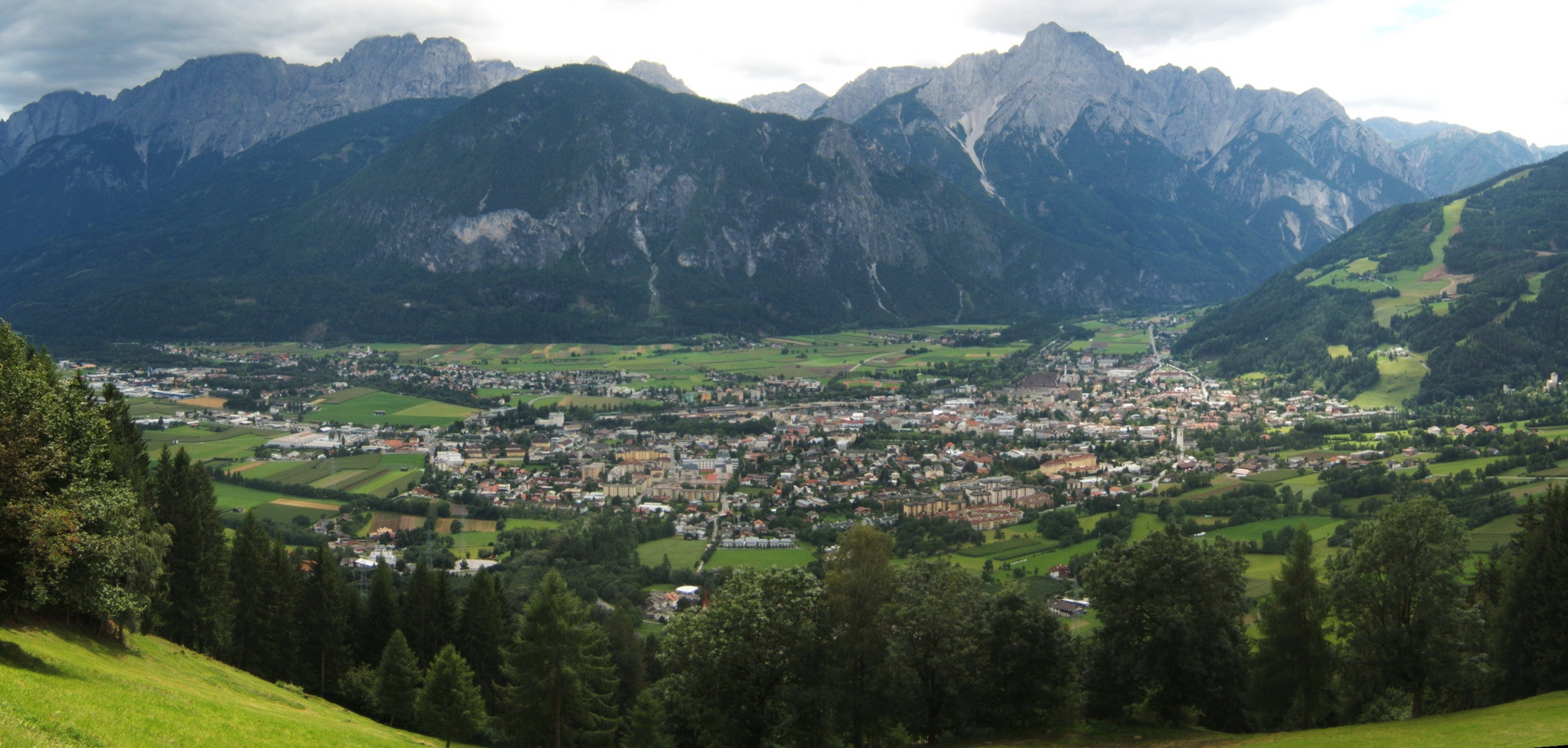
Blik op de stad

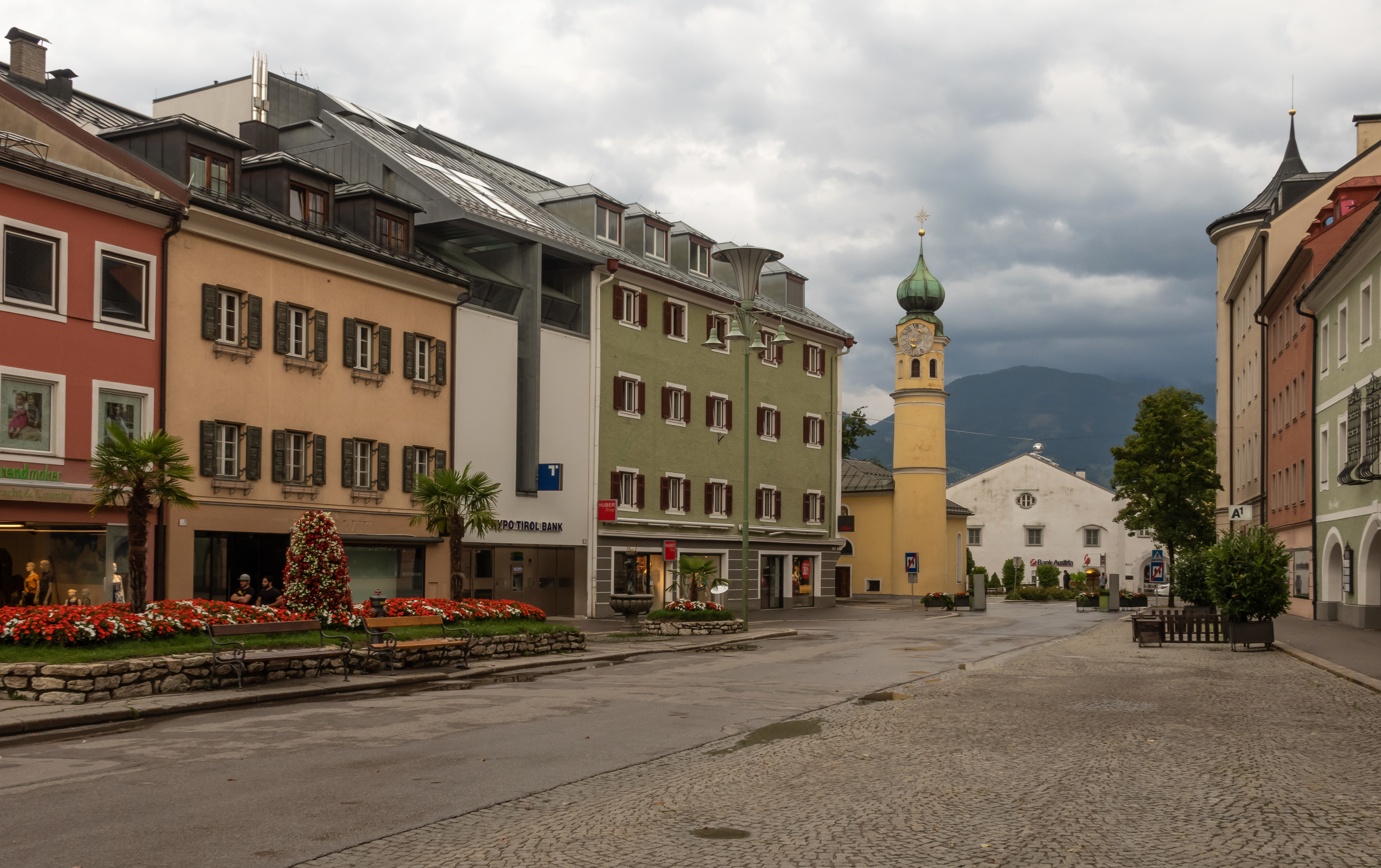
Straatzicht Hauptplatz met kapel (Sankt Antonius-Kapelle)

## Geboren
- Matthias Mellitzer (1980), volleyballer en beachvolleyballer